# Jakob Bogdani
Jakob Bogdani (n. 6 mai 1658, Eperjes, Ungaria Regală – d. 11 noiembrie 1724, Londra, Regatul Marii Britanii), ale cărui nume sunt uneori ortografiate Jacob și Bogdány, a fost un artist maghiar și britanic cunoscut pentru picturile sale cu natură statică și păsări exotice.

## Biografie
Bogdani s-a născut în orașul Eperjes, la acea vreme în comitatul Sáros, în nordul Regatului Ungariei, astăzi orașul Prešov, Slovacia. În 1684 a plecat la Amsterdam, unde a locuit și a lucrat până la mutarea sa la Londra în 1688.
În Amsterdam a făcut cunoștință cu tipograful ungur Miklós Tótfalusi Kis, care, de asemenea, studia în Țările de Jos. La Londra, el a avutt succes ca pictor specializat în natură moartă și pictor de păsări la curtea reginei Anna, iar mai multe dintre tablourile sale au devenit parte a Royal Collection. Unul dintre patronii săi principali a fost amiralul George Churchill, fratele ducelui de Marlborough, a cărui faimoasă volieră din parcul Windsor este una din posibilele surse de subiecte pentru unele dintre picturile sale.
Bogdani s-a căsătorit cu Elizabeth Hemmings, împreună cu care a avut doi copii: William, care a devenit un important funcționar public britanic, și Elizabeth, care s-a căsătorit cu pictorul Tobias Stranover. El l-a influențat pe pictorul de păsări Marmaduke Cradock. Bogdani a murit în Finchley, în nordul Londrei.

## Picturi

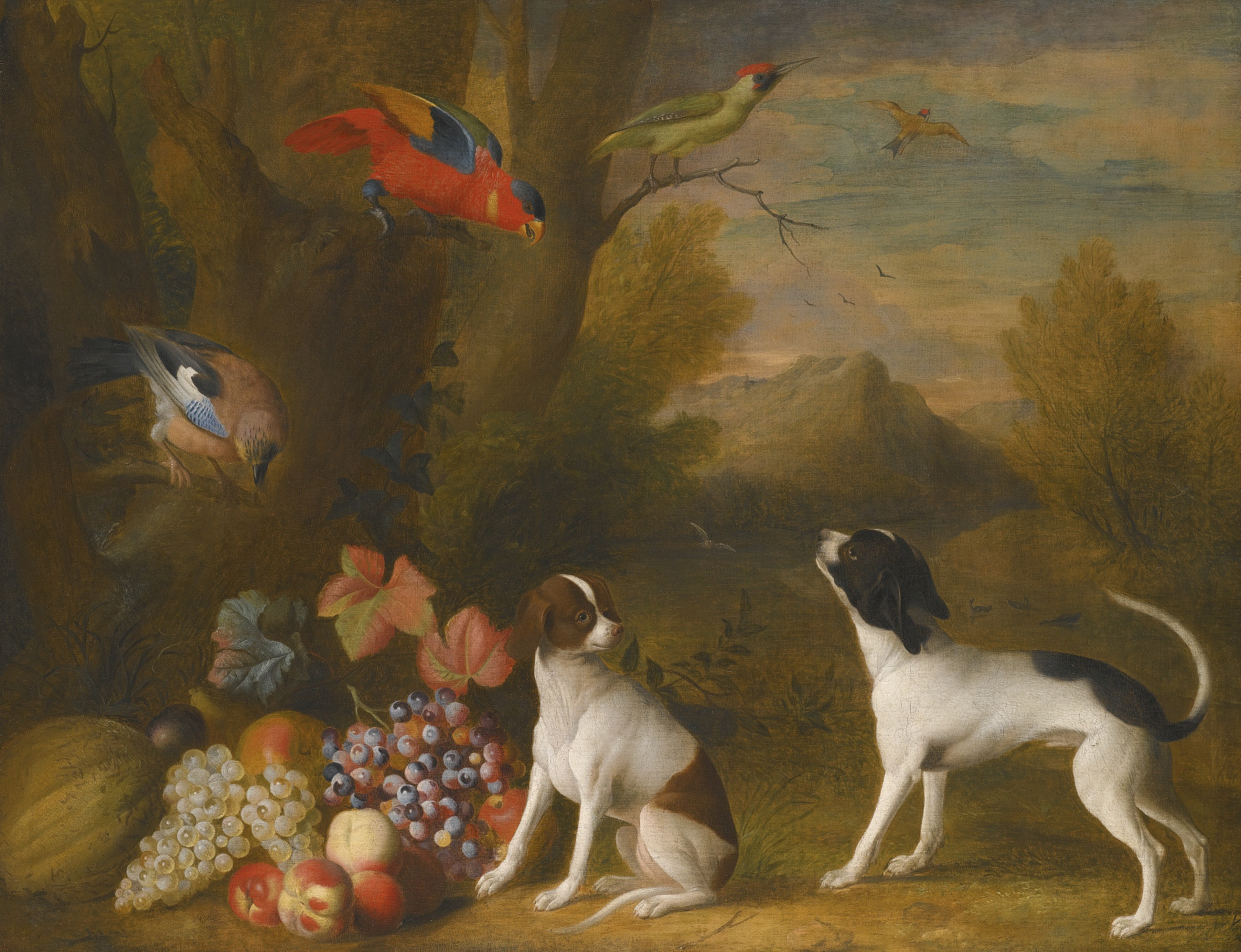
Peisaj cu păsări exotice și doi câini

Picturile sale cu păsări conțin mai multe specii exotice, precum papagali cacadu și ara, care probabil erau importate în menajeriile europene la acea vreme. Le-a amestecat cu păsări europene familiare, cum ar fi pițigoi albaștri și mari, ciocănitori verzi europene și gaițe eurasiatice. El avea obiceiul de a evidenția o pictură cu o pasăre cu penaj roșu, precum un ibis roșu sau cardinal nordic. Peisajele sale conțineau adesea un număr mare de păsări. O excepție a fost apreciatul Doi șoimi islandezi, pictat la sfârșitul secolului al XVII-lea sau începutul secolului al XVIII-lea. Găzduit în prezent de Muzeul și Galeria de Artă a Castelului Nottingham, tabloul înfățișează doi șoimi de zăpadă albi.
Una dintre imaginile sale a fost folosită drept copertă a albumului Exotic Birds and Fruit al Procol Harum din 1974.
Mai multe dintre picturile sale sunt expuse la Galeria Națională Maghiară și la Muzeul de Arte Frumoase din Budapesta.